# (35227) 1995 FR5
1995 FR5 (asteroide 35227) é um asteroide da cintura principal. Possui uma excentricidade de 0.20552650 e uma inclinação de 2.78996º.
Este asteroide foi descoberto no dia 23 de março de 1995 por Spacewatch em Kitt Peak.